# Javorani
Javorani (en serbe cyrillique : Јаворани) est un village de Bosnie-Herzégovine. Il est situé dans la municipalité de Kneževo et dans la république serbe de Bosnie. Selon les premiers résultats du recensement bosnien de 2013, il compte 851 habitants.

## Géographie

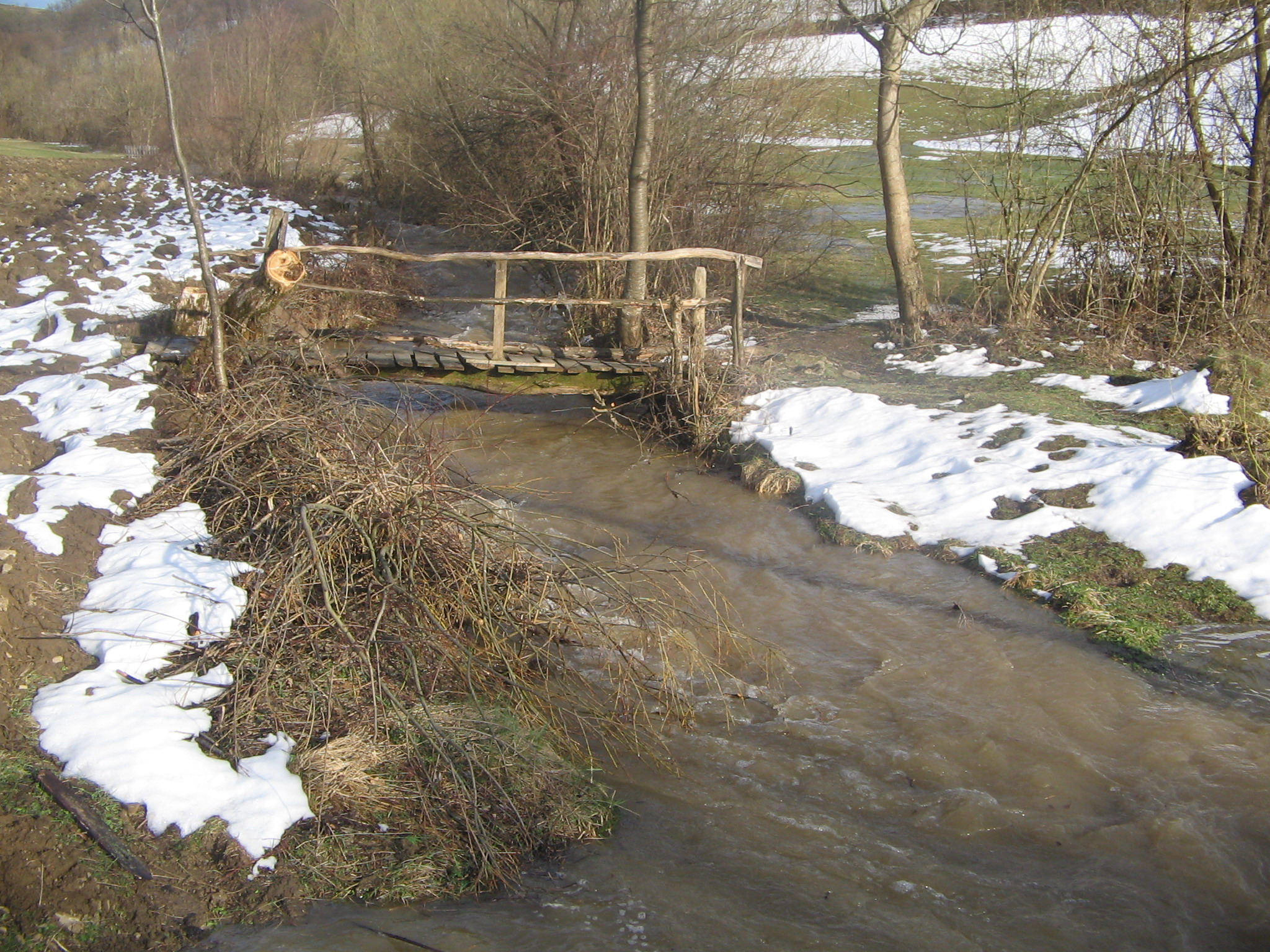
La rivière Kotlovac à Javorani.

Javorani est situé sur la route qui relie Banja Luka à Kneževo, respectivement à 25 et à 30 km de ces villes. Le village se trouve sur les bords de la rivière Kotlovac, au sud-ouest du mont Tisovac (1 172 m).

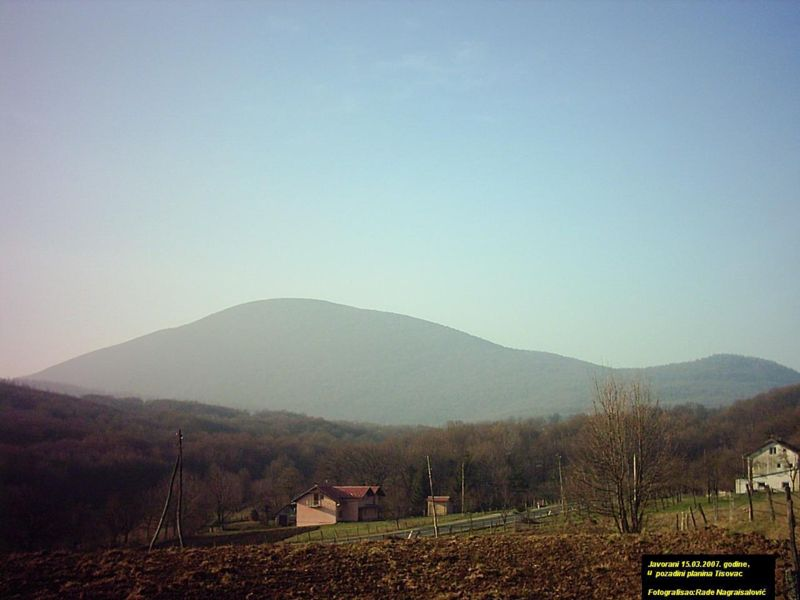
Vue du mont Tisovac depuis Javorani.

## Histoire
Sur le territoire de la localité se trouve le site archéologique de Javorska Gradina où ont été mis au jour les vestiges d'un village datant de la fin de l'âge du bronze et du début de l'âge du fer. Le village de Javorani, quant à lui, a été fondé au XVIIe siècle par des populations venues de Serbie et du Monténégro. L'une des familles les plus importantes de cette époque était la famille Cvišić, dont un des membres fut pendus par les Turcs à un érable. En serbe, l'« érable » se dit javor et c'est de là que proviendrait le nom de la localité.

## Démographie

### Évolution historique de la population dans la localité
| 1948  | 1953 | 1961  | 1971  | 1981  | 1991  | 2013 |
| ----- | ---- | ----- | ----- | ----- | ----- | ---- |
| 1 341 | -    | 1 643 | 1 872 | 1 727 | 1 289 | 851  |

|  |

## Tourisme
Javorani possède une église en bois construite en 1757 et dédiée à saint Nicolas, ainsi qu'une autre église dédiée au même saint et édifiée en 1931. La localité abrite également un monument érigé en l'honneur des Serbes tombés au cours de la guerre de Bosnie-Herzégovine.

## Personnalité
- Lazo Tešanović, un chef des Tchetniks de Bosnie pendant la Seconde Guerre mondiale.